# Ulvö gamla kapell

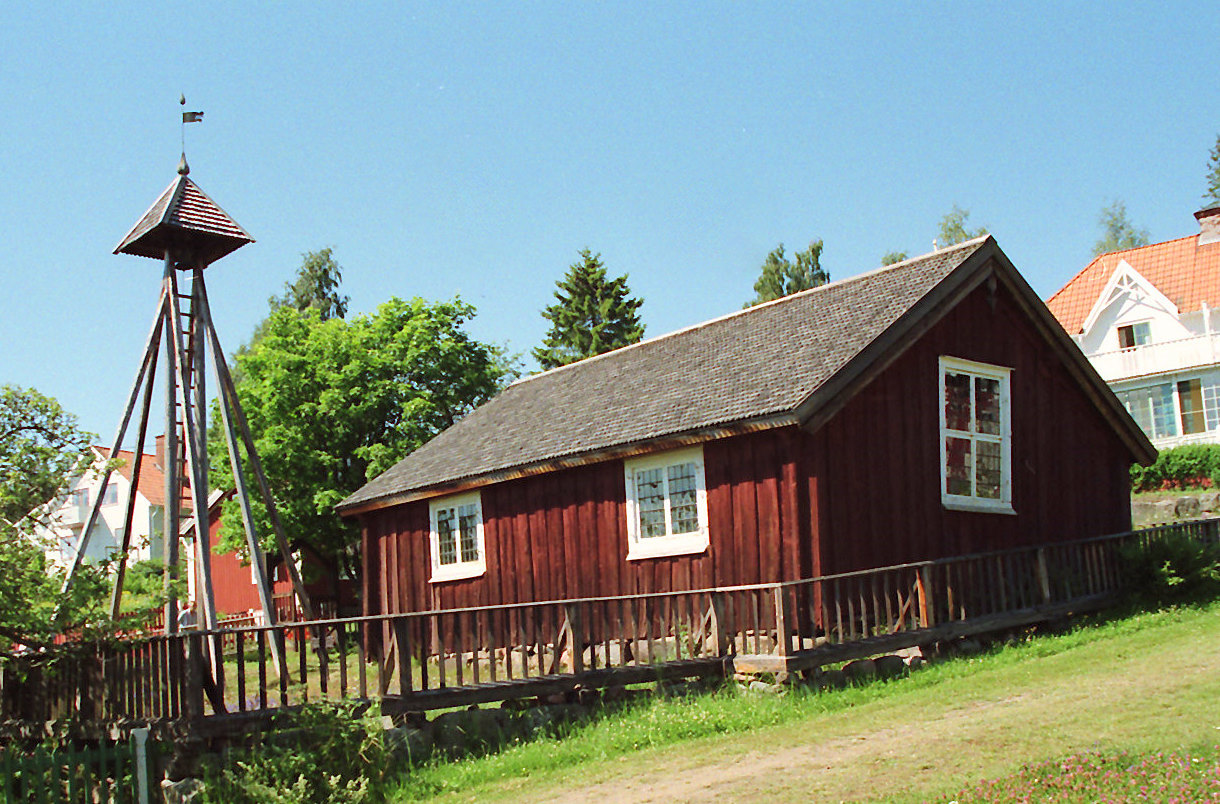
Ulvö gamla kapell

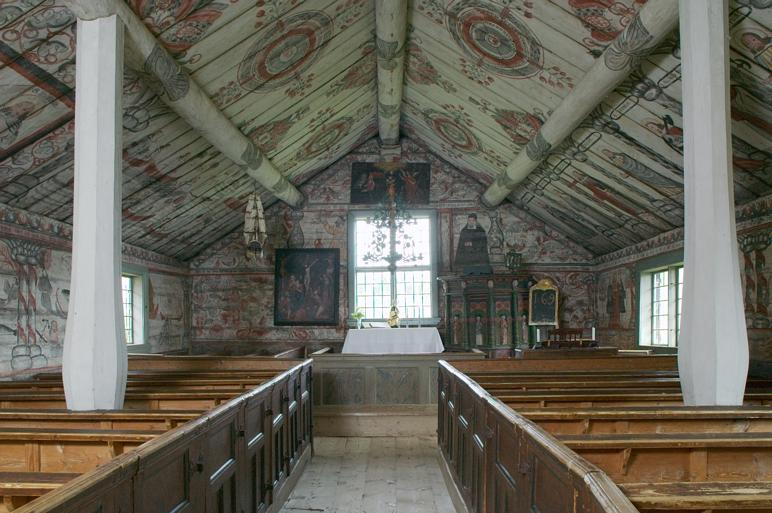
Blick in die Kapelle

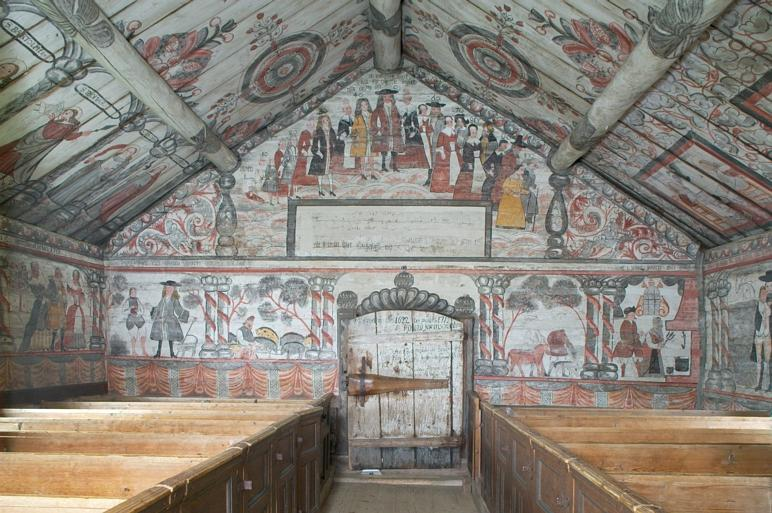
Westliche Querwand mit Pforte

Die Ulvö gamla kapell (schwedisch für Alte Kapelle von Ulvön) ist eine Holzkapelle in Ulvöhamn, dem Hauptort der Insel Ulvön in der schwedischen Gemeinde Örnsköldsvik. Sie wurde 1622 von Gävlefischern errichtet; bis 1894 fanden darin regelmäßig evangelische Gottesdienste statt. Durch Bevölkerungsschwund sank die Bedeutung der Kapelle im Laufe des 20. Jahrhunderts, sodass sie 2010 vom bis dahin zuständigen Pfarrer des Kirchspiels Nätra entwidmet wurde. Die Ulvö gamla kapell ist eine von drei bemalten Kapellen der Gävlefischer und gilt als die schönste. Sie wurde 1996 von der Provinzialregierung Västernorrlands als Byggnadsminne geschützt.

## Geschichte
In Ulvöhamn fischten spätestens seit Anfang des 17. Jahrhunderts Gävlefischer, die in ihren Fischerdörfern Kapellen errichteten. Die 1622 errichtete Ulvö gamla kapell ist die älteste noch erhaltene. Ursprünglich stand das Gebäude am westlichen Eingang des Ulvösundet; spätestens um 1740 wurde es an die heutige Position im Zentrum von Ulvöhamn versetzt. Neben der Kapelle liegt ein kleiner Friedhof, der 1745 vom Pfarrer des Kirchspiels Nätra eingeweiht wurde. Dort bestattete die Inselbevölkerung durchreisende Seefahrer, die auf Ulvön starben. Die eigenen Toten begrub man bis 1920 in Nätra, seitdem auf einer kleinen Insel im Bysjön auf Norra Ulvön.
Ulvön diente den Fischern anfangs nur während der Sommermonate als Fangbasis. Der Pfarrer aus Nätra kam nur an einigen Sonntagen im Jahr nach Ulvön; meistens leitete ein Gävlefischer oder Theologiestudent (einige von diesen verbrachten den Sommer auf Ulvön) die Versammlungen. In der Kapelle wurde jeden Sonn- und Feiertag ein Gottesdienst abgehalten; daneben gab es täglich kurze Andachten. Diese wurden im Laufe des 19. Jahrhunderts abgeschafft, eine der Folgen des Niedergangs der Fischereifahrten. Es war streng verboten, an Sonntagen zu arbeiten oder Handel zu treiben; Fischer, die diese Regel brachen, wurden von der Gemeinde zu hohen Geldstrafen verurteilt. Während des Gottesdienstes war das Einlaufen in den Hafen verboten; ankommende Seefahrer mussten ihr Boot ein Stück vom Dorf entfernt zurücklassen und den restlichen Weg zu Fuß gehen. Im Herbst wurde die Kapelle nach einem letzten gemeinsamen Gebet verschlossen. Als es in Ulvöhamn noch keine Schuppen gab, diente sie den Fischern im Winter als Werkzeuglager.
1874 infizierte sich ein Lotse an Bord eines Schiffes aus Göteborg mit den Pocken; insgesamt starben auf Ulvön 14 Personen an der Krankheit. Sie wurden gemeinsam neben der Kapelle begraben, und ein kleines, noch erhaltenes Eisenkreuz wurde zu ihrem Gedenken errichtet. Ende des 19. Jahrhunderts verließen die letzten Gävlefischer Ulvön, und die Kapelle verfiel langsam. Die Gemeinde plante, sie abzureißen und ein größeres Bauwerk zu errichten, wofür König Oskar II. im Dezember 1888 die Erlaubnis erteilte. Als der König jedoch im August 1890 die Kapelle besuchte, war er von den Malereien im Inneren beeindruckt. Für die Erhaltung des Gebäudes schenkte er der Bevölkerung Ulvöhamns 200 Kronen; danach wurden die Abrisspläne fallen gelassen. Das Landesmuseum Västernorrland kaufte im Februar 1892 die gesamte Anlage für 500 Kronen und pflegt sie seitdem. Im Herbst 1892 begann der Bau der neuen Ulvö kyrka; sie wurde im August 1894 geweiht. Nachdem im 20. Jahrhundert in der Ulvö gamla kapell nur noch sporadisch Gottesdienste stattgefunden hatten, wurde sie im April 2010 entwidmet, um es möglich zu machen, dass darin sowohl kirchliche als auch bürgerliche Hochzeiten gefeiert werden können.

## Architektur
Das rechteckige Holzgebäude ist in Blockhausweise gebaut, etwa zehn Meter lang, sieben Meter breit und mit falunroten Brettern verkleidet. An jeder Längsseite befinden sich zwei mit Blei gefasste Fenster, an der östlichen Querwand eines. Beim nachträglichen Einbau der Fenster in die Nordwand im Jahr 1839 wurden die dortigen Malereien beschädigt. Ein Glockenstapel aus Holz wurde 1758 errichtet. Zu den Gottesdiensten sowie zur Ausfahrt der Fischer zu ihren Fangplätzen läutete eine kleine Glocke aus Kupfer. Damit alle die gleichen Fangchancen hatten, war es verboten, vor dem Läuten loszufahren. Vor der Kapelle stand ursprünglich ein Schandpfahl, der allerdings nie benutzt wurde. Ein Holzzaun umschließt die gesamte Anlage.

## Ausstattung

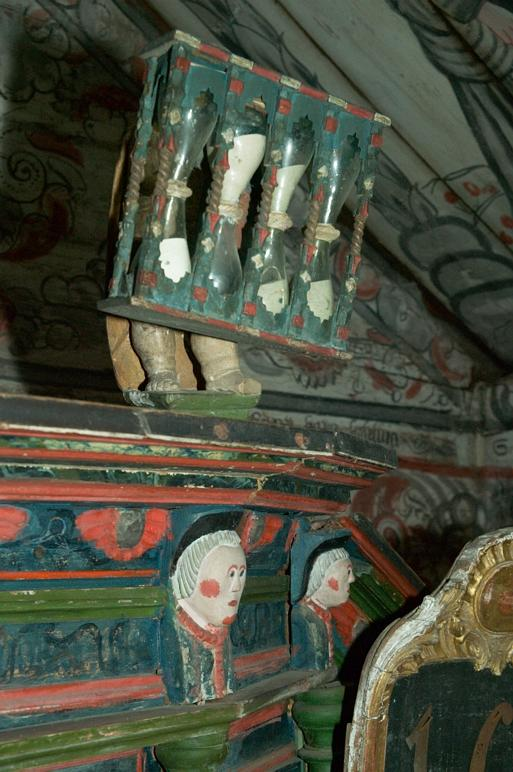
Kanzeluhr

### Allgemein
An der Pforte der Kapelle hängt ein massives Schloss. Die Außenseite ist mit einer vermutlich aus dem 15. Jahrhundert stammenden Holzstatue geschmückt. Sie zeigt Gott sitzend, mit einer Weltkugel in der linken Hand, während er die rechte Hand zur Segnung hebt. Zusammen mit sieben anderen Holzstatuen, die seit den 1930er Jahren im Landesmuseum Västernorrland aufbewahrt werden, gehörte sie wahrscheinlich zu einem Flügelaltar. Im Inneren der Kapelle flankieren mehrere Reihen einfacher Holzbänke einen Mittelgang. Rechts vom Eingang steht ein Opferstock, dessen Inhalt jeweils an die Ärmsten des Dorfes verteilt wurde. An der östlichen Querwand, die dem Eingang gegenübersteht, befindet sich eine reich verzierte Kanzel ohne Schalldeckel aus dem 17. Jahrhundert. Der eckige Kanzelkorb ist mit geschnitzten Pfeilern und Pflanzen in blauer, grüner und roter Farbe verziert; zwischen den Pfeilern stehen Holzfiguren. Die Pfeiler, die in Nischen gestellten Figuren und die Bögen darüber gehören zu den renaissancetypischen Charakteristiken der Kanzel. Auf der Oberkante des Korbes steht eine viergläsrige Kanzeluhr. Die Fischer Ulvöhamns kauften die Kanzel 1753 vom Kirchspiel Vibyggerå; vorher gab es in der Kapelle keine.
An der Ostwand hängen zwei Ölgemälde aus dem 18. Jahrhundert: nördlich des Fensters Jesus am Kreuz und oberhalb des Fensters die Verheißung der Geburt Jesu an Maria. Zwei Kronleuchter aus Holz, die vermutlich im 18. Jahrhundert entstanden, sind über dem Mittelgang befestigt. Nahe der Kanzel hängt das dreimastige Votivschiff Gustaf från Gefle, das als Vollschiff getakelt ist. Es wurde 1770 von drei Gävlefischern gestiftet, die ursprünglich vom Festland in der Nähe von Ulvön stammten. Das Schiff wurde 1945 restauriert.

### Malereien

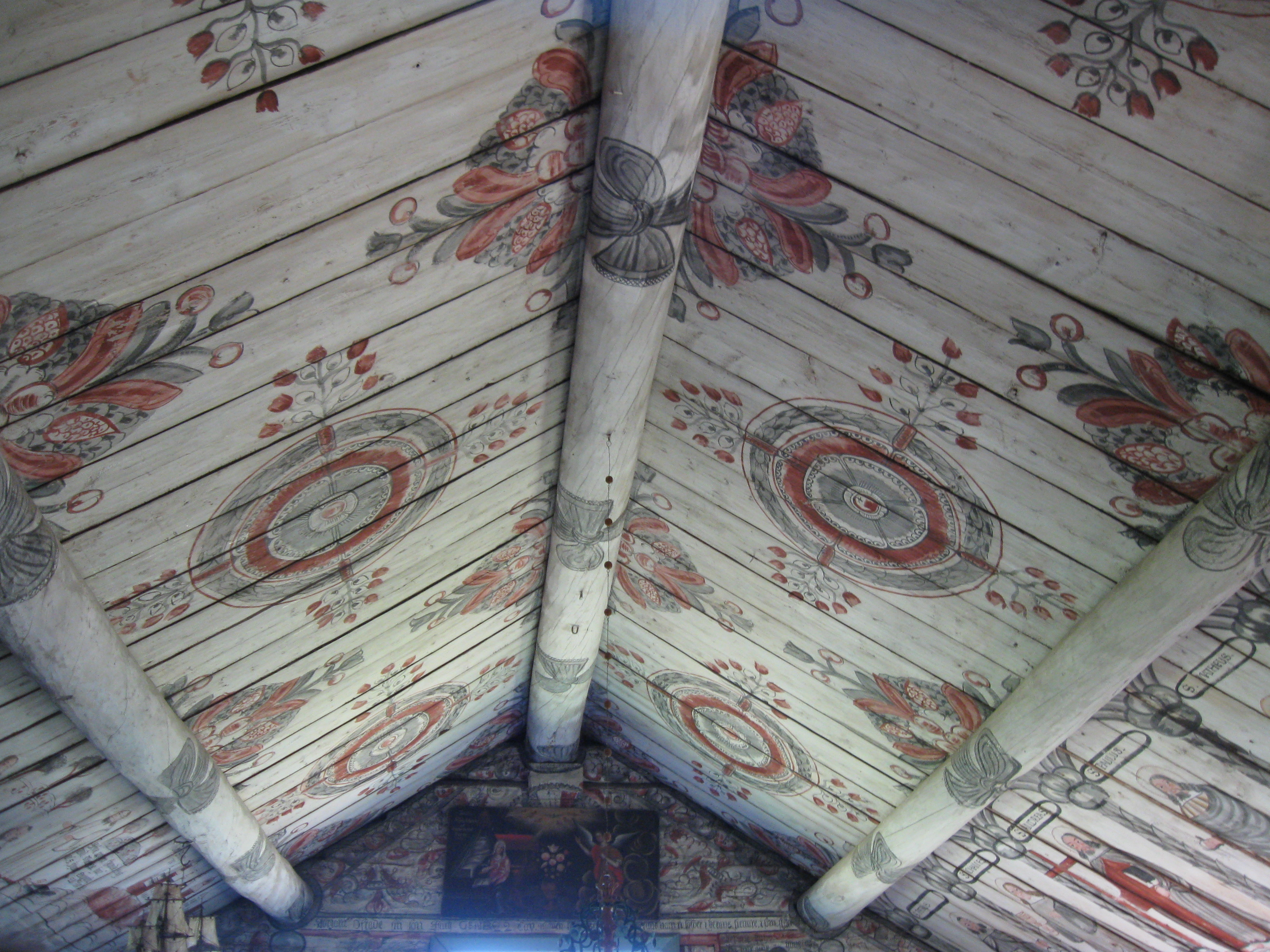
Dach der Kapelle

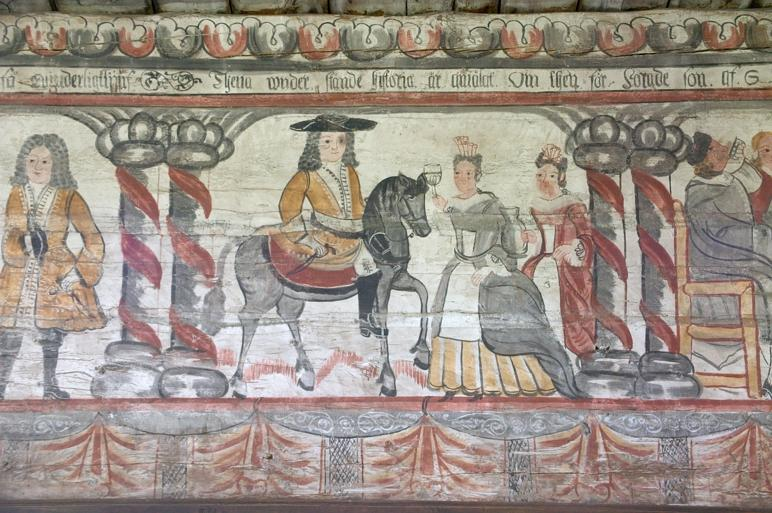
Der reitende Sohn

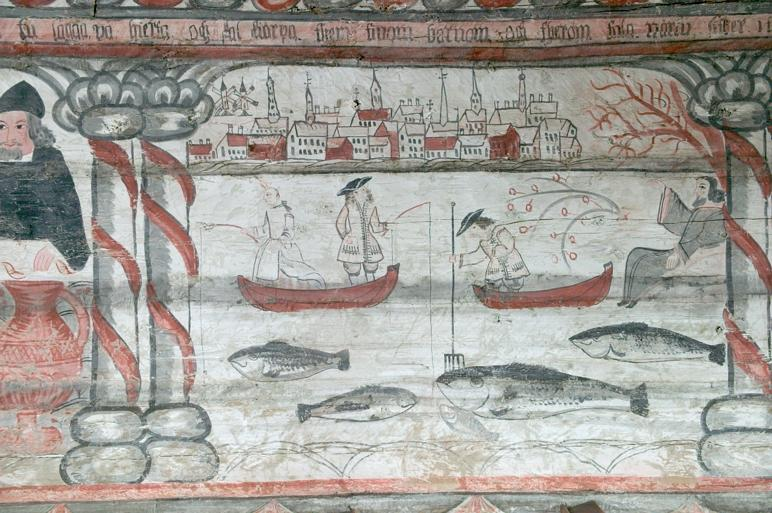
Fischereiszene mit Jesus am Strand

Die Wände und das Dach der Kapelle sind im Inneren komplett mit Leimfarbe bemalt. Die Arbeiten wurden im Jahr 1719 von Roland Johansson Öberg ausgeführt, einem um 1675 geborenen Bauern aus Sörbyn auf Ulvön. Er hatte 1699 schon die Kapelle im Fischerdorf Barsta dekoriert. Laut Inschriften auf der Pforte predigte zur Zeit der Bemalung der Theologiestudent Nicolaus Alanger in der Kapelle, die theologischen Inhalte der Malereien stammen vermutlich von ihm.
Die Malereien am Dach sind in drei Felder aufgeteilt. Die Nord- und Südhälfte des Daches sind wiederum je durch einen Holzbalken unterteilt; während die unteren Felder jeweils ein eigenes Thema haben, bilden die zwei mittleren Viertel des Daches ein gemeinsames Malfeld. Die Südseite zeigt, mit Pilastern umrahmt, die zwölf Apostel. An Stelle von Judas Thaddäus ist Paulus von Tarsus dargestellt. Auf der Nordseite sind die vier Evangelisten abgebildet: Johannes mit einem Adler und einem aufgeschlagenen Buch (in dem der Vers „Also hat Gott die Welt geliebt“, Johannes 3,16, zu lesen ist), Lukas mit einem Stier, Markus mit einem Löwen und Matthäus mit einem Buch in der Hand und dem geflügelten Menschen neben sich. Die Dachmitte ist mit Pflanzen und mit einer Szene mit Booten und arbeitenden Fischern geschmückt, die dabei von Jesus gesegnet werden.
Entlang des Daches verläuft an den Wänden ein gemaltes Band aus Blättern. Darunter stehen Erläuterungen zu den Malereien und biblische Bezugsstellen. Am östlichen Ende der südlichen Längsseite sind zwei Jünger zusammen mit Jesus auf dem Weg nach Emmaus abgebildet. Auf dem Rest der Südwand, der ganzen westlichen Querwand und einem Teil der Nordwand wird die Geschichte des verlorenen Sohnes in neun (ursprünglich vielleicht zehn) Szenen erzählt, die Darstellung verläuft im Uhrzeigersinn von Süden nach Norden. In der ersten Szene verlässt der Sohn sein Elternhaus, eingekleidet im Stil des 17. Jahrhunderts. Die zweite Szene zeigt ihn auf zwei Frauen in vornehmer Kleidung zureitend; die eine hält eine Flasche und die andere einen Becher. Das dritte Bild zeigt den verlorenen Sohn bei einem Trinkgelage mit Männern und Frauen, die ihm sein in einem Beutel verwahrtes Erbe wegnehmen. Die vierte Szene stellt ihn inmitten von Prostituierten dar. Die Bilder ab der fünften Szene erscheinen an der westlichen Querwand, wo sich auch der Eingang befindet. Der Sohn kommt da mittellos zu einer Schweineherde, die er in der sechsten Szene hütet. Die siebte und achte Szene, auf der anderen Seite des Eingangs, sind nur fragmentarisch erhalten. Als einzige Szene an der Nordwand stellt das neunte Bild die Wiederaufnahme des verlorenen Sohnes ins Elternhaus dar. Eine vermutliche zehnte Szene ist durch den Einbau der Fenster nur noch als Fragment erhalten und darum nicht mehr identifizierbar.
Oberhalb der Pforte ist eine Lebenstreppe mit einem Ehepaar gemalt, darunter die Inschrift „Über des Menschen Alter von einem und bis einhundert Altersjahre“. Alle Bilder der westlichen Querwand wurden durch das Errichten einer (nicht mehr vorhandenen) Orgelempore in den 1870er Jahren beschädigt. An der nördlichen Längsseite sind neben der Heimkehr des verlorenen Sohnes drei Szenen mit Bezug zum Meer gemalt. Das erste Bild zeigt zwei Fischerboote mit angelnden Fischern, während Jesus in ihrer Nähe am Strand sitzt und eine Hand zur Segnung erhoben hat. Oberhalb der Boote liegt im Hintergrund eine Stadt. Die zweite Szene zeigt Jona und den Wal, darunter einen Meeresgott und eine Nymphe. In der dritten Szene holt ein Fischer sein volles Netz ein, während ein anderer Fischer in seinem Boot die Hände aus Verwunderung oder Dankbarkeit hebt. An der östlichen Querwand ist nördlich vom Fenster die Opferung Isaaks abgebildet und auf der südlichen Seite, oberhalb der Kanzel, der Kirchenvater Augustinus von Hippo.